# Edmond Rice
Pour les personnes ayant le même patronyme, voir Rice.
Edmond-Ignace Rice (Callan, 1er juin 1762 - Waterford, 29 août 1844) est un laïc irlandais fondateur des Frères chrétiens et des Frères de la Présentation, reconnu bienheureux par l'Église catholique.

## Biographie

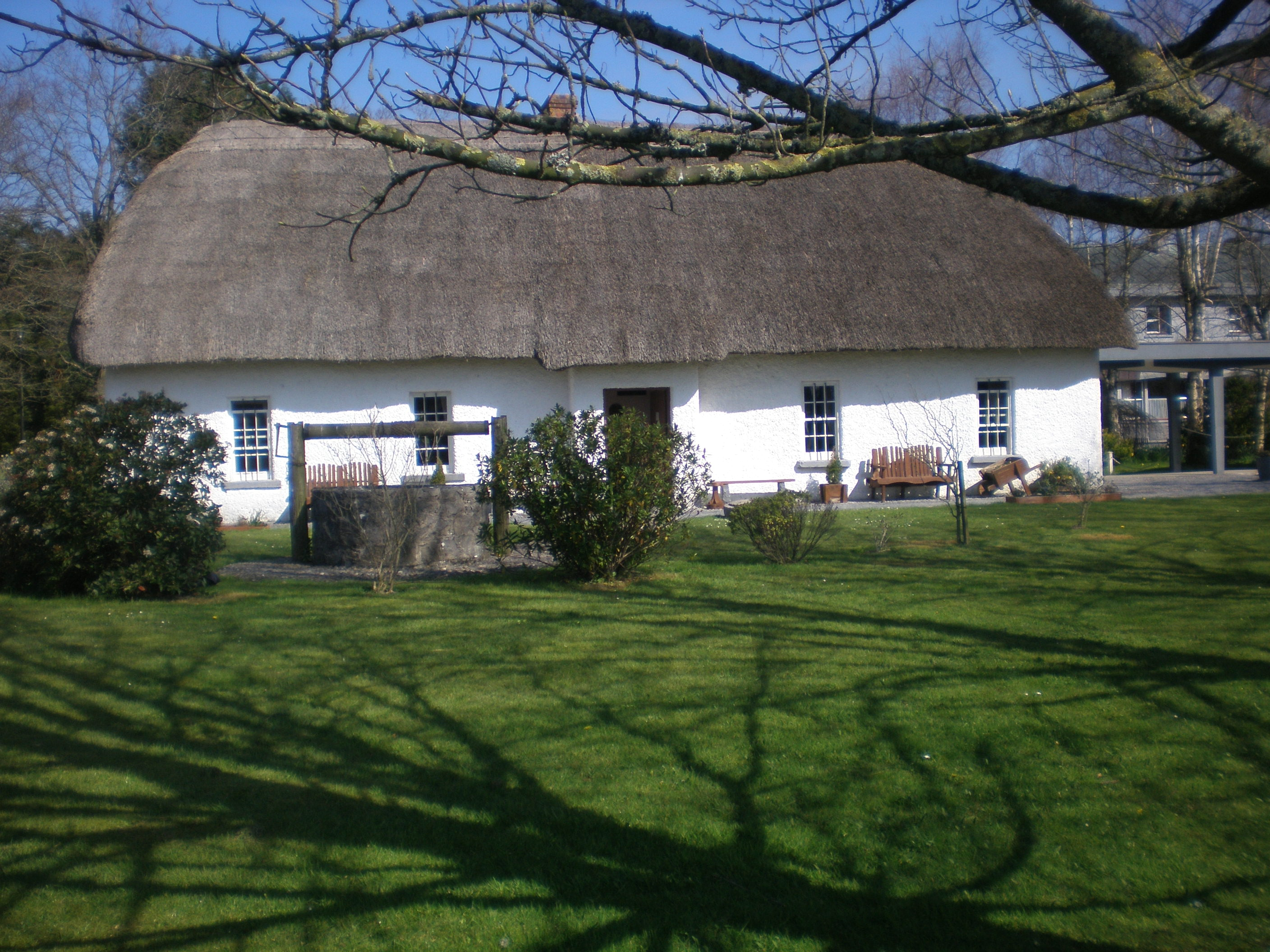
Ferme natale d'Edmond Rice

Il naît à une époque où les catholiques irlandais ne sont pas libres de professer librement leur foi, leur pays étant sous domination anglaise. Les Lois pénales anti-catholique, le loi sur le papisme de 1709 en particulier stipulait par exemple que le fils aîné d'une famille pouvait hériter de toutes les terres et propriétés de son père, au détriment de ses frères et sœurs, s'il se convertissait au protestantisme. Ce qui provoqua le fait que 95 % des terres étaient aux mains de seigneurs protestants (qui s'étaient déjà emparé des terres au XVIIe siècle) ou de petits propriétaires protestants à la fin du XVIIIe siècle, la plupart des Irlandais n'étant plus que fermiers ou ouvriers agricoles. De plus il était interdit de recevoir ou de transmettre un enseignement catholique, jusqu'à l'amendement de 1782 et les lois des années 1830. Ainsi des écoles orales, dites « écoles des haies » (scoil ghairid en gaélique) prolifèrent du XVIIe siècle au début du XIXe siècle. Elles regroupent les enfants à la campagne, dehors, dans des maisons privées, ou des granges. Les enfants recevaient un enseignement de base de base: grammaire, anglais et calcul, avec en plus pour certaines histoire, et légendes irlandaises. Le catéchisme était enseigné par le curé. Des écoles officielles existaient en revanche pour la gentry anglicane et la bourgeoisie convertie au protestantisme. Les enfants de la famille Rice, qui était relativement aisée selon les critères de l'époque, reçoivent leur éducation à domicile grâce à un augustin, le frère Patrick Grace, puis Edmond fréquente une école secondaire à Kilkenny.
Edmond Rice entre comme apprenti chez son oncle qui commerce avec les Anglais dans le port de Waterford, et hérite de son affaire en 1785 à sa mort. Il devient rapidement extrêmement prospère. Il se marie, mais sa jeune femme meurt d'un accident au bout de quatre ans de mariage, laissant une petite fille légèrement handicapée. Pour Rice désespéré, c'est l'occasion d'une conversion spirituelle. Il décide, grâce à différentes rencontres et à l'appui de son directeur spirituel, de se dédier à l'éducation de la jeunesse, en particulier de la jeunesse pauvre.
Il réunit en 1802 des jeunes gens dans sa maison de Mount Sion (Mont Sion) de Waterford, qui forment le noyau de la future congrégation des Frères chrétiens, puis de celle des Frères de la Présentation.
Les congrégations multiplient les fondations et les ouvertures d'écoles, si bien qu'elles obtiennent la reconnaissance du Saint-Siège de congrégations apostoliques dans les années 1820. Il laisse la direction en 1838 à d'autres et meurt en 1844. Une foule immense assiste à ses funérailles.